# Hypercompe peruvensis
Hypercompe peruvensis is een beervlinder uit de familie van de spinneruilen (Erebidae). De wetenschappelijke naam van de soort is voor het eerst geldig gepubliceerd in 1901 door George Francis Hampson.